# 블레이크 그리핀
블레이크 그리핀(Blake Austin Griffin)은 1989년 3월 16일 출생의 미국인 프로 농구 선수이다. 현재 NBA 리그의 브루클린 네츠 소속 파워포워드로, 체격은 신장 6피트 10인치(208cm)에 251파운드(114kg)이다. 블레이크는 데뷔 시즌에 NBA 올해의 신인상을 수상하였다. 또한, NBA 올스타 팀에 5회, All-NBA 팀에 4번 뽑히기도 하였다.

## 선수 생활

### 프로 이전

#### 유년 시절
블레이크는 1989년 3월 16일 오클라호마 주의 오클라호마 도시에서 태어났다. 블레이크는 혼혈 인종으로 태어났는데, 그의 아버지는 아프리카계 아이티 사람이며, 그의 어머니는 코카시안 백인 여성이다. 아버지인 토미와 어머니인 게일은 서로를 클라센 고등학교 재직 당시 만났다. 이 때, 토미는 고등학교의 농구부 코치였고, 게일은 치어리더 스폰서였다. 1980년대 초반 당시 사회적 분위기는 아직 타인종간의 결혼이 사회 정서적으로 쉽게 용인되기 어려운 때였다. 그러나 이들은 이러한 외부 환경에도 불구하고 결혼에 성공하였다. 블레이크는 의지력이 강한 그의 부모님을 존경하고 그들처럼 되고 싶다고 언급한 적이 있다. 토미와 게일은 슬하에 장남인 타일러 그리핀과 블레이크 그리핀을 두었다. 그들은 타일러와 블레이크를 엄격하게 교육했고, 이는 후에 블레이크가 안정적인 심리적 상태를 유지하는 데 도움이 되었다고 한다. 어머니 게일은 그리핀 형제를 자택에서 교육시켰는데, 특히 근면, 친절, 관대함을 강조하였다. 당시 블레이크의 친구 중에는 현재 필라델피아 이글스에서 쿼터백을 맡고 있는 샘 브래드포드가 있었다. 당시 그가 가장 좋아했던 팀은 시카고 불스였다. 그리핀 형제는 축구, 야구, 농구의 유소년 리그에서 주목받았으며, 블레이크는 이른바 "작은 그리핀"이라는 별명으로 알려졌다.

#### 고등학교 시절
그리핀 형제는 나란히 오클라호마 시의 북쪽 교외에 위치한 오클라호마 기독교 학교에 입학하였다. 당시 블레이크의 아버지 토미가 해당 고등학교의 농구부 코치를 맡고 있었다. 그리핀 형제는 서로 경쟁하는 관계를 유지하는 가운데 2003-04 시즌, 2004-05 시즌 학교를 오클라호마주 챔피언으로 이끌었다. 블레이크가 신입생이었던 시절, 팀은 29연승을 거두었고, 이듬해 그들은 2경기를 제외하고 모든 경기를 승리로 장식했다. 그 해 타일러는 언론의 주목을 받으며 오클라호마의 올해의 선수로 선정되었다. 이후 타일러가 장학금 제의와 함께 오클라호마 대학교로 진학하면서, 블레이크는 2005-06 시즌 오클라호마 기독교 학교 팀의 주장이 되었다. 주장이 된 그 해, 블레이크는 평균 21득점, 12리바운드를 기록하였고, 팀은 오직 1패만 기록하면서 또다시 주 챔피언을 차지했다. 이러한 공로를 인정받아, 블레이크는 "The Oklahoman"에서 선정한 올해의 선수가 되었다. 당시 오클라호마 대학에 새로운 감독으로 부임했던 제프 카펠은 블레이크의 신장과 스피드, 점프 능력을 인상 깊게 여겼다. 이어서 이미 오클라호마 대학의 로스터에 등록되어 있던 타일러가 그의 동생을 설득하는데 성공하면서, 블레이크는 다른 팀들의 구애를 거절하고 오클라호마 행을 공식적으로 발표하였다. 이 때는 아직 그의 고등학교 마지막 시즌이 시작되기 전이었다. 이어지는 2006-07시즌 블레이크는 평균 26.8점, 15.1리바운드를 기록하였고, 팀은 시즌동안 오직 3패만 기록하며 우승을 차지했다. 블레이크는 그의 고등학교 재학 중 마지막 경기인 파우니 고등학교 전에서 22점을 넣으며 팀의 81-50 승리를 견인했다. 시즌 종료 이후, 그는 만장일치로 오클라호마주 올해의 선수에 선정되었고, 전미 고교 최고 25인의 선수에 기록되었다. 블레이크의 고등학교 재학 중 전적을 종합하면, 그가 팀을 위해 뛰었던 4시즌 동안 팀은 모두 우승을 거두었으며, 종합 전적은 총 106승 6패이다. "Rivals.com"과 "Scout.com"은 플레이어로서 블레이크의 전망을 최고 수준인 별 5개로 표기하였으며, "HoopScoop"은 그를 해당 연도의 동기 파워포워드들 중에서 3번째로 훌륭한 선수로 선정하였다.

#### 대학교 시절
오클라호마 대학교 입학 당시 블레이크는 타일러의 동생으로 알려진 정도였으나, 첫 시즌이 끝날 때 그는 오클라호마 대학교 출신 NBA 레전드인 웨이먼 티스데일에 비교되었다. 웨이먼 티스데일은 오클라호마 대학 선수들 중에서 1, 2학년 때 가장 많은 득점을 기록한 선수로 기록되어 있었으며, 대학 역사상 처음으로 NCAA 최고의 팀원 중 한 명으로 선정되었던 선수이다. 오클라호마 대학은 그를 위해 23번을 결번시켰었다. 이후 블레이크는 웨이먼의 허가를 받아 그의 등번호를 사용하였다. 1학년 시절 블레이크의 강력한 덩크는 화제가 되었고, 형인 타일러도 그의 인상깊은 플레이를 인정하였다. 블레이크는 평균 14.7득점, 9.1 리바운드, 필드골 확률 0.568를 기록하였는데, 이는 팀내 최고 기록인 동시에 당해 리그의 득점 9위, 리바운드 4위, 필드골 확률 3위에 해당되었다. 블레이크는 2007-08 시즌 종료 후 NBA 리그로 진출할 것이라는 주변의 예상에도 불구하고 NCAA 챔피언을 차지하기 위해 팀에 잔류하였다. 블레이크가 잔류한 2008-09 시즌, 오클라호마 대학은 첫 패배를 당하기 전까지 12연승을 거두며 시즌 초반 쾌조의 시작을 보였다. 이 때, 블레이크는 데이빗슨을 상대로 25득점 21리바운드를 기록하며 처음으로 20-20을 달성했다. 이후 가드너를 상대로 첫 30-20을 달성하였으며, 텍사스 테크를 상대로 40득점 23리바운드를 기록하기도 하였다. 시즌 동안 블레이크는 평균 22.7득점 14.4리바운드를 해냈다. 이 평균 리바운드 개수는 웨이크 포레스트 소속 팀 던컨이 1996-97 시즌 평균 14.7 리바운드를 달성한 이후 NCAA 선수가 기록한 한 시즌 최대 숫자이며, 총 리바운드 개수인 504개는 1978-79시즌 인디아나 스테이트 소속 래리 버드가 505개를 기록한 이후 최대이다. 시즌이 마감된 후, 블레이크는 NBA 진출을 선언하였다.
| 시즌    | 소속            | G  | MP | FG  | FGA | FG%  | 2P  | 2PA | 2P%  | 3P | 3PA | 3P%  | FT  | FTA | FT%  | TRB | AST | STL | BLK | TOV | PTS  | SOS  |
| ------- | --------------- | -- | -- | --- | --- | ---- | --- | --- | ---- | -- | --- | ---- | --- | --- | ---- | --- | --- | --- | --- | --- | ---- | ---- |
| 2007-08 | 오클라호마 대학 | 33 |    | 184 | 324 | .568 | 184 | 322 | .571 | 0  | 2   | .000 | 116 | 197 | .589 | 301 | 61  | 33  | 28  | 76  | 484  | 7.85 |
| 2008-09 | 오클라호마 대학 | 35 |    | 300 | 459 | .654 | 297 | 451 | .659 | 3  | 8   | .375 | 191 | 324 | .590 | 504 | 80  | 39  | 41  | 116 | 794  | 6.88 |
| 통산    | 오클라호마 대학 | 68 |    | 484 | 783 | .618 | 481 | 773 | .622 | 3  | 10  | .300 | 307 | 521 | .589 | 805 | 141 | 72  | 69  | 192 | 1278 | 7.37 |

### 프로 이후

##### 2009-10 시즌
블레이크는 힘과 크기를 바탕으로 한 압도적인 존재감을 인정받으면서 로스앤젤레스 클리퍼스에게 1라운드 1순위로 지목되었다. 그는 시즌 전의 여름 리그에서 손쉽게 MVP를 차지하였다. 그러나 뉴 올리언스 호넷츠와의 마지막 시범 경기에서 블레이크는 덩크 후 착지 과정에서 부상을 입었다. 부상은 처음에는 심각해보이지 않았으나, 엑스레이 검사 결과 왼쪽 무릎에 골절이 생긴 것으로 진단되었다. 일부 NBA 팬들은 이를 클리퍼스의 저주 때문이라고 생각했다. 부상은 6-8주가량 지속될 것으로 예측되었으나 생각보다 회복은 더디었고, 팀은 블레이크에게 수술을 권장하면서 사실상 그의 시즌은 마감되었다. 블레이크가 결장한 이 시즌에서 클리퍼스는 29승 53패를 기록하였다.

#### 2010-11 시즌
블레이크는 부상으로 시즌을 쉬는 동안, 몸 상태를 완전히 회복했을 뿐만 아니라, 그의 기술을 한층 발전시켰다. ESPN의 전문가들 93명 중 34명이 2010-11 시즌 가장 기대되는 선수로 블레이크를 뽑았다. 이는 당시 NBA 리그의 가드 중심주의와 야오밍, 길버트 아레나스와 같은 베테랑 선수들이 건재했음을 감안할 때, 그의 능력이 얼마나 조명받고 있었는지 보여준다. 11월 20일, 블레이크는 뉴욕 닉스와의 경기에서 커리어 하이인 44득점을 기록하였으나, 팀은 124-115로 패배하였다. 클리퍼스는 이 경기를 포함해 시즌 첫 11경기 중에서 10경기를 패배하였다. 그러나 연휴가 가까워지면서 팀은 되살아나기 시작했고, 시카고 불스, 마이애미 히트, 샌안토니오 스퍼스, 그리고 지역 라이벌인 로스앤젤레스 레이커스를 상대로 승리를 거두었다. 이듬해 1월 17일, 블레이크는 인디애나 페이서스를 상대로 47득점을 기록하며, 자신의 커리어 하이를 다시 경신했다. 이 시즌, 블레이크는 올해의 신인상을 수상하였고, 올스타 경기 선수로 선발되었다. 그는 1989-90 시즌 데이비드 로빈슨 이후 첫 만장일치로 선발된 올해의 신인이었다. 그의 기록은 리그 12위의 평균 22.5득점, 리그 4위의 평균 12.1 리바운드, 리그 3위의 63개의 더블-더블이다. 그는 20득점, 12리바운드, 3어시스트를 달성한 유일한 신인이 되었다. 올스타 경기 전날, 블레이크는 은색 KIA차를 뛰어넘어 덩크를 성공시키는 퍼포먼스를 선보이며 스프라이트가 주최한 슬램덩크 대회에서 우승하였다. 그러나 블레이크의 개인적인 수상 실적과는 반대로, 클리퍼스는 플레이오프에 진출하지 못했다. 그들은 32승 50패를 거두었는데, 특히 원정 46경기 중 2경기를 제외하고는 전패하였다.

#### 2011-12 시즌
클리퍼스는 블레이크를 중심으로 선수단을 새로 구성하기로 하였다. 그들은 주요 타겟이었던 크리스 폴을 영입하는 데 성공하였다. 블레이크는 NBA의 최고 포인트 가드 중 한 명인 크리스 폴과 함께 플레이하게 되면서 시즌 시작 전 많은 팬들의 기대를 모았다. 폴은 NBA리그에서 두 차례 어시스트왕을 달성하였으며, 현역 선수들 중 최고인 평균 9.9개를 기록하고 있었다. 그의 커리어 어시스트율은 46퍼센트였는데, 이는 NBA 역사상 존 스탁턴 다음인 2위 기록이었다. 심지어는 블레이크가 크리스 폴 효과로 정규시즌 MVP를 받을 것이라는 예측도 존재했다. 시즌이 시작되고, 블레이크는 평균 20.7득점, 10.9 리바운드로 두 분야 모두 팀의 최고 기록을 달성하였다. 그는 올스타 경기에서 선발로 출전하였으며, 31분동안 22득점과 5리바운드를 기록하여 서부의 승리에 기여하였다. 블레이크는 뉴욕 닉스와의 시즌 마지막 경기에서 29득점 10리바운드 6어시스트를 기록하면서 총 40승 26패를 달성하여 팀의 플레이오프 진출을 이끌었다. 첫 번째 라운드에서 클리퍼스는 멤피스 그리즐리스를 만나 총 7경기만에 승리하였다. 블레이크는 팀에서 최고 득점을 기록하였는데, 특히 4번째 경기에서 30득점, 7어시스트를 퍼부었다. 5번째 경기에서 블레이크는 그리즐리스의 센터 마크 가솔에게 파울을 당하면서 경기장에 누워 걱정스러운 장면을 연출했다. 이후, 왼쪽 무릎 부상이 의심되었지만 검사 결과 경미한 부상으로 판정되어 플레이오프에 계속 출전하였다. 그러나 두 번째 라운드에서 스퍼스를 상대로 4경기를 내리지면서 플레이오프 경기를 마감하였다. 시즌 이후 블레이크는 2012년 런던 올림픽에서 미국 국가대표로 선정되었고, 클리퍼스와 9,500만 달러에 육박하는 5년 재계약을 체결하였다.

#### 2012-13 시즌
블레이크는 연습 도중 왼쪽 무릎 부상을 당하면서 올림픽 대표 출전이 무산되었다. 2013년 3월 블레이크는 밀워키 벅스를 상대로 23득점, 11리바운드를 기록하면서 그의 커리어 통산 세 번째 트리플-더블을 달성하였다. 그는 평균 18득점, 8.3리바운드의 기록으로 시즌을 마감하였는데, 이 때 팀은 56승 26패를 기록하면서 역사상 최초로 태평양 지구 우승을 이룩하였다. 이제 샬롯 밥캣과 멤피스 그리즐리만이 NBA 30개 팀 중 아직도 지구 우승 타이틀을 갖지 못한 팀으로 남았다. 이어지는 플레이오프 첫 라운드에서 클리퍼스는 멤피스 그리즐리스를 만나 6경기 만에 패배하였다.

#### 2013-14 시즌
클리퍼스는 크리스 폴과 블레이크 그리핀의 존재에도 불구하고 플레이오프에서 좋지 못한 성적을 거둔 것에 실망하고, 독 리버스를 새로운 감독으로 선임하였다. 리버스는 보스턴 셀틱스에서 9시즌 동안 총 416승 305패를 기록하며, 여섯 차례 대서양 지구 우승과 2007-08시즌 NBA 챔피언을 이끈 감독이었다. 블레이크는 시즌 동안 평균 24.1득점을 달성하면서 커리어 하이를 기록하였고, NBA 올스타 경기에 선발로 출장하였다. 이는 올스타 경기에 4번 연속 출전, 3번 연속 선발 출전에 해당하는 기록이다. 1월부터 3월까지 블레이크는 31경기 연속 20점 이상 득점하는 기록을 세웠고, 팀은 57승 25패로 두 번째 지구 우승을 이루었다. 첫 라운드에서 골든스테이트 워리어스를 7경기만에 꺾은 클리퍼스는 준결승전에서 오클라호마 시티 썬더에게 졌다. 이 해, 블레이크는 MVP 투표에서 케빈 듀란트, 르브론 제임스에 이어 3위를 차지하였다.

#### 2014-15 시즌
클리퍼스의 구단주 도날드 스털링이 부적절한 언행으로 구단 매각을 권고받으면서, 스티브 발머가 클리퍼스를 NBA 역사상 최고 금액인 20억 달러에 매입하였다. 블레이크는 12월 피닉스 선스를 상대로 45득점을 기록함으로써 팀은 8경기 연속 승리를 거두었다. 그러나 블레이크는 이듬해 2월 오른쪽 팔꿈치 부상으로 15경기를 결장하였다. 이후, 휴스턴 로켓츠 전에서 복귀한 블레이크는 시즌 평균 21.9득점 7.6리바운드를 기록하였다. 눈에 띈 점은 2014-15 시즌 블레이크가 성공시킨 미들슛 숫자이다. 블레이크는 그의 점프샷 능력을 향상시키기 위해 노력했고, 이번 시즌 40.3퍼센트의 커리어 하이 성공률을 기록하며 성과를 보였다. 그의 이전 시즌 최고 기록은 2011-12 시즌의 37.2퍼센트이다. 플레이오프 첫 라운드에서 스퍼스를 만난 블레이크는 두 번째 경기에서 트리블 더블을 기록하고, 4번째 경기에서 20득점 19리바운드를 기록하면서 팀을 다음 라운드로 이끌었다. 준결승전에서 로켓츠를 만난 클리퍼스는 7경기만에 패배하였다.
| 시즌    | 팀  | GP  | GS  | MIN  | PTS  | FGM | FGA  | FG%  | 3PM | 3PA | 3P%  | FTM | FTA | FT%  | OREB | DREB | REB  | AST | STL | BLK | TOV | PF  |
| ------- | --- | --- | --- | ---- | ---- | --- | ---- | ---- | --- | --- | ---- | --- | --- | ---- | ---- | ---- | ---- | --- | --- | --- | --- | --- |
| 2010-11 | LAC | 82  | 82  | 38.0 | 22.5 | 8.5 | 16.8 | 50.6 | 0.1 | 0.3 | 29.2 | 5.4 | 8.5 | 64.2 | 3.3  | 8.8  | 12.1 | 3.8 | 0.8 | 0.5 | 2.7 | 3.1 |
| 2011-12 | LAC | 66  | 66  | 36.2 | 20.7 | 8.5 | 15.5 | 54.9 | 0.0 | 0.2 | 12.5 | 3.7 | 7.1 | 52.1 | 3.3  | 7.6  | 10.9 | 3.2 | 0.8 | 0.7 | 2.3 | 3.3 |
| 2012-13 | LAC | 80  | 80  | 32.5 | 18.0 | 7.2 | 13.4 | 53.8 | 0.1 | 0.4 | 17.9 | 3.5 | 5.3 | 66.0 | 2.3  | 6.0  | 8.3  | 3.7 | 1.2 | 0.6 | 2.3 | 2.9 |
| 2013-14 | LAC | 80  | 80  | 35.8 | 24.1 | 9.0 | 17.0 | 52.8 | 0.2 | 0.6 | 27.3 | 6.0 | 8.4 | 71.5 | 2.4  | 7.1  | 9.5  | 3.9 | 1.2 | 0.6 | 2.8 | 3.3 |
| 2014-15 | LAC | 67  | 67  | 35.2 | 21.9 | 8.6 | 17.1 | 50.2 | 0.1 | 0.4 | 40.0 | 4.6 | 6.4 | 72.8 | 1.9  | 5.7  | 7.6  | 5.3 | 0.9 | 0.5 | 2.3 | 2.9 |
| 2015-16 | LAC | 30  | 30  | 34.9 | 23.2 | 9.4 | 18.4 | 50.8 | 0.2 | 0.6 | 35.3 | 4.3 | 5.9 | 72.5 | 1.6  | 7.0  | 8.7  | 5.0 | 0.7 | 0.6 | 2.4 | 2.8 |
| 통산    | LAC | 405 | 405 | 35.5 | 21.6 | 8.4 | 16.1 | 52.2 | 0.1 | 0.4 | 27.3 | 4.7 | 7.1 | 66.0 | 2.6  | 7.0  | 9.6  | 4.0 | 1.0 | 0.6 | 2.5 | 3.1 |

| 시즌    | 팀  | GP | GS | MIN  | PTS  | FGM  | FGA  | FG%  | 3PM | 3PA | 3P%  | FTM | FTA | FT%  | OREB | DREB | REB  | AST | STL | BLK | TOV | PF  |
| ------- | --- | -- | -- | ---- | ---- | ---- | ---- | ---- | --- | --- | ---- | --- | --- | ---- | ---- | ---- | ---- | --- | --- | --- | --- | --- |
| 2011-12 | LAC | 11 | 11 | 35.7 | 19.1 | 7.6  | 15.3 | 50.0 | 0.0 | 0.1 | 0.0  | 3.8 | 6.0 | 63.6 | 1.7  | 5.2  | 6.9  | 2.5 | 1.8 | 0.9 | 2.3 | 3.7 |
| 2012-13 | LAC | 6  | 5  | 26.3 | 13.2 | 4.8  | 10.7 | 45.3 | 0.0 | 0.0 | 0.0  | 3.5 | 4.3 | 80.8 | 1.3  | 4.2  | 5.5  | 2.5 | 0.0 | 0.8 | 2.2 | 4.0 |
| 2013-14 | LAC | 13 | 13 | 36.8 | 23.5 | 9.0  | 18.0 | 50.0 | 0.1 | 0.5 | 14.3 | 5.5 | 7.4 | 74.0 | 2.7  | 4.7  | 7.4  | 3.8 | 1.2 | 1.1 | 2.4 | 4.2 |
| 2014-15 | LAC | 14 | 14 | 39.8 | 25.5 | 10.0 | 19.6 | 51.1 | 0.1 | 0.5 | 14.3 | 5.4 | 7.6 | 71.7 | 2.7  | 10.0 | 12.7 | 6.1 | 1.0 | 1.0 | 3.2 | 3.1 |
| 통산    | LAC | 44 | 43 | 36.0 | 21.6 | 8.4  | 16.8 | 50.0 | 0.0 | 0.3 | 13.3 | 4.8 | 6.7 | 71.4 | 2.3  | 6.4  | 8.7  | 4.0 | 1.1 | 1.0 | 2.6 | 3.7 |

| 시즌    | 팀  | GP | GS | MIN  | PTS  | FGM  | FGA  | FG%  | 3PM | 3PA | 3P%  | FTM | FTA | FT%  | OREB | DREB | REB | AST | STL | BLK | TOV | PF  |
| ------- | --- | -- | -- | ---- | ---- | ---- | ---- | ---- | --- | --- | ---- | --- | --- | ---- | ---- | ---- | --- | --- | --- | --- | --- | --- |
| 2010-11 | WST | 1  | 0  | 15.0 | 8.0  | 4.0  | 6.0  | 66.7 | 0.0 | 0.0 | 0.0  | 0.0 | 0.0 | 0.0  | 2.0  | 3.0  | 5.0 | 5.0 | 0.0 | 0.0 | 0.0 | 0.0 |
| 2011-12 | WST | 1  | 1  | 31.0 | 22.0 | 9.0  | 12.0 | 75.0 | 1.0 | 2.0 | 50.0 | 3.0 | 6.0 | 50.0 | 3.0  | 5.0  | 8.0 | 3.0 | 2.0 | 0.0 | 1.0 | 3.0 |
| 2012-13 | WST | 1  | 1  | 27.0 | 19.0 | 9.0  | 11.0 | 81.8 | 0.0 | 0.0 | 0.0  | 1.0 | 2.0 | 50.0 | 2.0  | 1.0  | 3.0 | 3.0 | 2.0 | 1.0 | 0.0 | 3.0 |
| 2013-14 | WST | 1  | 1  | 32.0 | 38.0 | 19.0 | 23.0 | 82.6 | 0.0 | 2.0 | 0.0  | 0.0 | 0.0 | 0.0  | 4.0  | 2.0  | 6.0 | 1.0 | 2.0 | 0.0 | 2.0 | 4.0 |
| 통산    | WST | 4  | 3  | 26.3 | 21.8 | 10.3 | 13.0 | 78.8 | 0.3 | 1.0 | 25.0 | 1.0 | 2.0 | 50.0 | 2.8  | 2.8  | 5.5 | 3.0 | 1.5 | 0.3 | 0.8 | 2.5 |

## 플레이 스타일

### 장점
블레이크는 리바운드에 유리할 만큼 손이 크다. 동 포지션 타 선수들과 비교했을 때 다리가 빠르고, 팔은 악어팔이 별명일 정도로 NBA 평균 윙스팬에 미치지 못하나 높은 점프력을 보유하고 있어서 공격 상황에서 미스 매치를 종종 유도한다. 몸을 통제하는 능력이 뛰어나서 방향을 쉽게 바꾼다. 공중에서도 몸을 다룰 줄 알기 때문에 어려운 리바운드를 잡거나 덩크를 꽂는 모습을 종종 보여준다. 보드 아래에서 자리 싸움을 지속할 수 있는 파워를 보유하고 있고, 몸싸움이 치열한 시합에서 제 컨디션으로 임할 수 있다. 민첩한 발과 능숙한 스핀 무브 기술을 가지고 있어서 때로 수비자를 놀라게 하는 장면을 보여준다. 슛을 많이 시도하는 편은 아니지만, 빠르고 높은 릴리즈를 가지고 있고 슛감이 좋다. 포스트 기술은 세련되었으며, 격렬한 움직임은 쉽게 파울을 얻어내 수비자가 파울 트러블에 시달리게 한다. 경기에 대한 집중력이 있으며, 팀의 주장을 맡았던 만큼 리더십과 이타심이 탁월하다. 최근 크리스 폴이 결장하는 경기에서 팀의 플레이메이커를 담당하는 포인트 포워드 역할도 수행하고 있다. 미들슛 성공률이 상승하고 패스의 시야를 갖추기 시작하면서 블레이크는 한 단계 발전하였다.

### 단점
때때로 블레이크는 지나치게 이타적이어서 득점 기회를 눈앞에 두고도 오픈된 팀원을 찾는다. 볼 핸들링에 능숙하지만 이에 도취되어서 때로 재빠른 수비자에게 턴오버를 허용할 때가 있다. 신인 때부터 고질적인 왼쪽 무릎 부상 문제에 시달리고 있다. 라커룸에서 좋은 리더이긴 하지만, 코트 위에서 좀 더 목소리를 높일 필요가 있다. 골밑슛 능력에 비해 점퍼가 부족하고, 골대를 등졌을 때의 플레이의 다양성이 부족하다. 열정을 가지고 플레이하지만, 루즈볼을 잡기 위해 뛰어들어 부상을 당할 우려가 있다. 공격에 비해 수비 능력이 부족한데, 특히 긴 윙스팬에 비해 타이밍을 잘 잡지 못해서 효과적인 블록슛을 하지 못하는 편이다. 자유투 능력이 상대적으로 떨어지고, 3점슛 능력을 갖추는 노력이 필요하다.

### 케빈 러브와의 비교
블레이크 그리핀과 케빈 러브는 같은 포지션(파워포워드)의 비슷한 나이의 촉망받는 선수들이라는 점에서 자주 비교된다. 블레이크가 포스트 게임과 덩크를 비롯한 인사이드 게임에 능하다면, 케빈은 같은 포지션의 다른 선수들에 비해 훌륭한 3점 슛터이다.
|                 | PTS  | REB  | AST | STL | BLK | FG%  | 3P%  | FT%  |
| --------------- | ---- | ---- | --- | --- | --- | ---- | ---- | ---- |
| 케빈 러브       | 18.5 | 11.7 | 2.4 | 0.7 | 0.5 | 44.7 | 36.3 | 81.3 |
| 블레이크 그리핀 | 21.6 | 9.6  | 4.0 | 1.0 | 0.6 | 52.2 | 27.3 | 66   |

## 수상 목록[42]
- 올스타 경기 5번 출전(2011, 2012, 2013, 2014, 2015)
- 2010-11 올해의 신인왕, All-Rookie First Team
- 2011-12 All-NBA Second Team
- 2012-13 All-NBA Second Team
- 2013-14 All-NBA Second Team
- 2014-15 All-NBA Third Team